# Miloslav Blahynka
Miloslav Blahynka (5. června 1961 Brno – 27. září 2011 Bratislava) byl muzikolog, teatrolog a vysokoškolský pedagog působící na bratislavské Vysoké škole múzických umění.